# 克里山·德·塞提
克里山·德·塞提（1928年1月1日—2021年1月28日），克什米尔人，查谟和克什米尔独立运动领袖，查谟和喀什米尔邦制宪会议最后一位在世成员。
塞提不仅是查谟地区知名的领导人，在其居住的印巴停火线附近地区也非常受欢迎。他是查谟和克什米尔独立运动的支持者，自20世纪50年代以来一直为此奔波。

## 死亡
塞提于2021年1月28日在查谟的住所去世，享年93岁。

## 相关链接
- 塞提关于克什米尔问题的采访